# Esarcato patriarcale di Gerusalemme

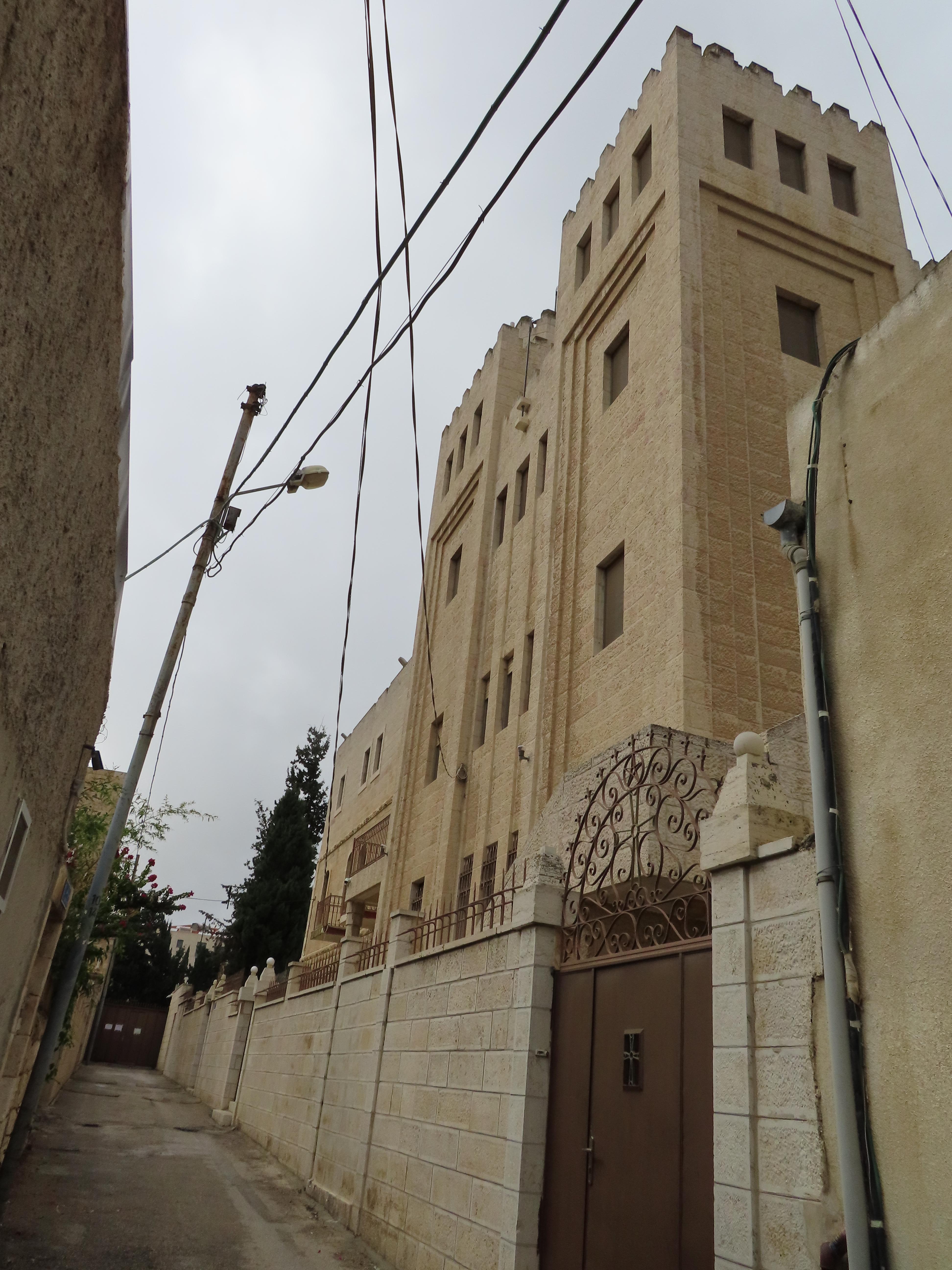
La chiesa di San Tommaso a Gerusalemme.

L'esarcato patriarcale di Gerusalemme è una sede della Chiesa cattolica sira immediatamente soggetta al patriarcato di Antiochia dei Siri. Nel 2022 contava 5.469 battezzati. È retto dal vescovo Camil Afram Antoine Semaan.

## Territorio
L'esarcato patriarcale estende la sua giurisdizione sui fedeli cattolici di rito siriaco-occidentale di Israele, Giordania e Palestina; le tre parrocchie dell'esarcato si trovano a Gerusalemme (San Tommaso), Betlemme (San Giuseppe) e Amman (Immacolata Concezione).

## Storia
L'esarcato patriarcale di Gerusalemme fu eretto nel 1890.
La residenza dell'esarca subì diverse vicissitudini: dapprima nei pressi della porta di Damasco a Gerusalemme, fu trasferita nel 1948 a Betlemme, per ritornare a Gerusalemme nel 1965. Solo nel 1973 l'esarca ha posto la sua residenza in via dei Caldei, dove nel 1986 è sorta la chiesa di San Tommaso e gli annessi Foyer Saint Thomas e il centro giovanile.

## Cronotassi dei vescovi
Si omettono i periodi di sede vacante non superiori ai 2 anni o non storicamente accertati.
- Moussa Sarkis † (1892 - ?)
- Thomas Bahi † (1904 - ?)
- Yacob Meiki † (1923 - ?)
- Yohanna Mustekawi † (1927 - ?)
- Ephrernm Haddad † (1932 - ?)
- Yohanna Karoum † (1948 - ?)
- Yacob Naoum † (1959 - ?)
- Pierre Grégoire Abdel-Ahad † (1979 - 16 febbraio 2001 eletto patriarca di Antiochia)
- Grégoire Pierre Melki (25 febbraio 2002 - 20 novembre 2019 ritirato)
- Camil Afram Antoine Semaan, dal 28 marzo 2020

## Statistiche
L'esarcato patriarcale nel 2022 contava 5.469 battezzati.
| anno | popolazione | popolazione | popolazione | presbiteri | presbiteri | presbiteri | presbiteri                | diaconi | religiosi | religiosi | parrocchie |
| anno | battezzati  | totale      | %           | numero     | secolari   | regolari   | battezzati per presbitero | diaconi | uomini    | donne     | parrocchie |
| ---- | ----------- | ----------- | ----------- | ---------- | ---------- | ---------- | ------------------------- | ------- | --------- | --------- | ---------- |
| 1998 | 10.298      | ?           | ?           | 3          | 2          | 1          | 3.432                     | 1       | 1         | 3         | 3          |
| 2005 | 1.550       | ?           | ?           | 1          | 1          |            | 1.550                     | 1       |           | 2         | 3          |
| 2011 | 1.506       | ?           | ?           | 2          | 2          |            | 753                       | 1       |           | 2         | 3          |
| 2012 | 1.506       | ?           | ?           | 2          | 2          |            | 753                       | 1       |           | 2         | 3          |
| 2014 | 1.100       | ?           | ?           | 2          | 2          |            | 550                       |         |           | 2         | 3          |
| 2015 | 4.000       | ?           | ?           | 2          | 2          |            | 2.000                     |         |           | 2         | 3          |
| 2018 | 5.261       | ?           | ?           | 3          | 2          | 1          | 1.753                     | 1       | 1         |           | 3          |
| 2020 | 5.341       | ?           | ?           | 3          | 2          | 1          | 1.780                     | 1       | 1         |           | 3          |
| 2022 | 5.469       | ?           | ?           | 3          | 2          | 1          | 1.823                     | 1       | 1         |           | 3          |